# فيرنر إيك
فيرنر إيك (بالألمانية: Werner Eck)‏ هو أستاذ جامعي ألماني، ولد في 17 ديسمبر 1939 في نورنبرغ في ألمانيا.